# Clube Real Dorense
O Club Real Dorense (conhecido como Real Dorense ou ainda Dorense Futsal e cujo acrónimo é CRD) é um clube da modalidade de futebol de salão da cidade de Nossa Senhora das Dores no agreste do estado de Sergipe. Atualmente a equipe manda seus jogos no Ginásio de Esportes Trancredo Vieira, que tem capacidade para cerca de 3500 torcedores.
É atualmente o maior clube da cidade, tendo conquistado o título do Campeonato Municipal em 6 oportunidades (2007, 2009, 2012, 2013 2015 e 2017) sendo o único hexacampeão da cidade.

## Historia
Fundado em 2007, o clube iniciou suas atividades, quando disputou o Campeonato Municipal de Nossa Senhora das Dores organizado pela Prefeitura Municipal.
Nos primeiros anos no Municipal, o Real Dorense encontrou um cenário de amplo domínio do Saco Jatobá Futsal. Dentre essas temporadas, o Bicolor do Agreste, no ano da fundação teve um fato de grande relevância marcada em sua história, a primeira conquista da principal divisão do futsal da cidade. A partir daí, se firma como uma das mais tradicionais agremiações da cidade de Nossa Senhora das Dores, conquistando novamente o Campeonato Municipal de 2007 a 2017 (neste intervalo não houve campeonatos nos anos de  2008, 2010, 2011, 2014 e 2016), se tornando hexa-campeão em 2017. 
O clube junto com o governo municipal já planejou a profissionalização do clube, para que em 2019 dispute as principais competições de futsal do estado de Sergipe.

## Títulos
| MUNICIPAIS | MUNICIPAIS          | MUNICIPAIS | MUNICIPAIS                          |
|            | Competição          | Títulos    | Temporadas                          |
| ---------- | ------------------- | ---------- | ----------------------------------- |
|            | Torneio Rua vs. Rua | 6          | 2007, 2009, 2012, 2013, 2015 e 2017 |

## Últimas temporadas
Legenda:
| Campeão. Vice-campeão. Eliminado na semifinal. | Rebaixado à divisão inferior. Campeão e promovido à divisão superior. Promovido à divisão superior. |

## Elenco atual
Legenda
- : Capitão
- : Jogador lesionado
- : Seleção Brasileira
- : Jogador suspenso